# Robert M. Walker

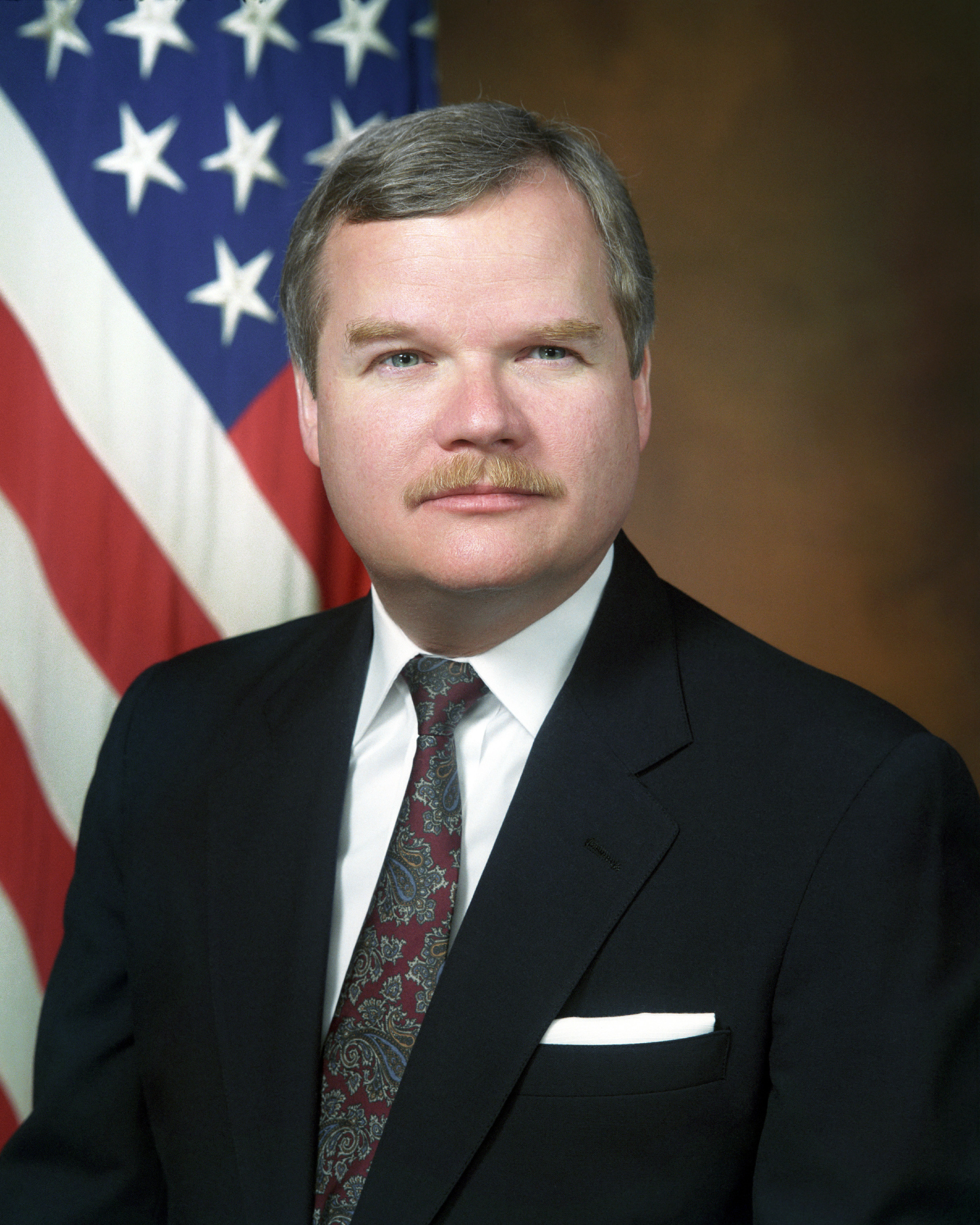
Robert M. Walker

Robert M. Walker (* 14. September 1948 in Martin, Tennessee) ist ein US-amerikanischer Politiker. Er war Leiter des Heeresamtes der Vereinigten Staaten in der Regierung von Präsident Bill Clinton.

## Werdegang
Robert M. Walker wurde 1949 in Martin, Tennessee geboren. Er besuchte die University of Tennessee. In den 1970ern verpflichtete er sich als Soldat in der Tennessee und der District of Columbia Army National Guard. Des Weiteren war er 1969 Staff Assistant des späteren Kongressabgeordneten Joe L. Evins aus Tennessee, sowie Assistent des ehemaligen Senators Jim Sasser aus Tennessee in den 1970ern.
Robert M. Walker war 1993 Ausschussmitglied des Senate Appropriations Committee und Stabsdirektor des Subcommittee on Military Construction.
Zwischen 1993 und 1997 war Walker stellvertretender Heeresminister der Vereinigten Staaten (Verantwortungsbereiche: Einrichtungen, Logistik und Ausstattung). In den darauf folgenden Jahren 1997 und 1998 war er Army Acquisition Executive sowie Vizeheeresminister von 13. November 1997 bis zum 15. Oktober 1998, wobei er eigentlich vom 2. Januar 1998 bis zum 2. Juli 1998 die Tätigkeit des Heeresministers der Vereinigten Staaten ausübte.
Ab 1998 bis 1999 war Robert M. Walker Deputy Director der Federal Emergency Management Agency (FEMA). Danach war er amtierender Under Secretary for Memorial Affairs des Department of Veterans Affairs von Dezember 1999 bis September 2000. Offiziell wurde er es im September 2000. Diese Tätigkeit übte er bis zum heutigen Tag aus.